# Neoxus crassicornis
Neoxus crassicornis är en skalbaggsart som först beskrevs av Thomas Casey 1889.  Neoxus crassicornis ingår i släktet Neoxus och familjen kortvingar. Inga underarter finns listade i Catalogue of Life.